# Stylogomphus shirozui
Stylogomphus shirozui är en trollsländeart. Stylogomphus shirozui ingår i släktet Stylogomphus och familjen flodtrollsländor.

## Underarter
Arten delas in i följande underarter:
- S. s. shirozui
- S. s. watanabei